# 貝爾納堡
贝尔纳堡（法語：La Ferté-Bernard，法語發音：[la fɛʁte bɛʁnaʁ]），法国西北部城市，卢瓦尔河地区大区萨尔特省的一个市镇，隶属于马梅尔斯区，其市镇面积为14.96平方公里，2022年1月1日时人口数量为8,769人，在法国城市中排名第1,159位。
贝尔纳堡位于萨尔特省东北部，于讷河自北向南流经其市区并形成多条水道，当地也因此被称为“西部威尼斯”（Venise de l'Ouest）。贝尔纳堡是一个区域性的中心城市，农副产品加工业是当地主要的经济支柱，巴黎－布雷斯特铁路和多条公路在此交汇。法国作家罗贝尔·加尼耶出生于贝尔纳堡。

## 地名来源
“Ferté”一名来源于拉丁语“Firmitas”，意为“要塞、城塞”；“Bernard”则是当地中世纪的一名领主。

## 历史

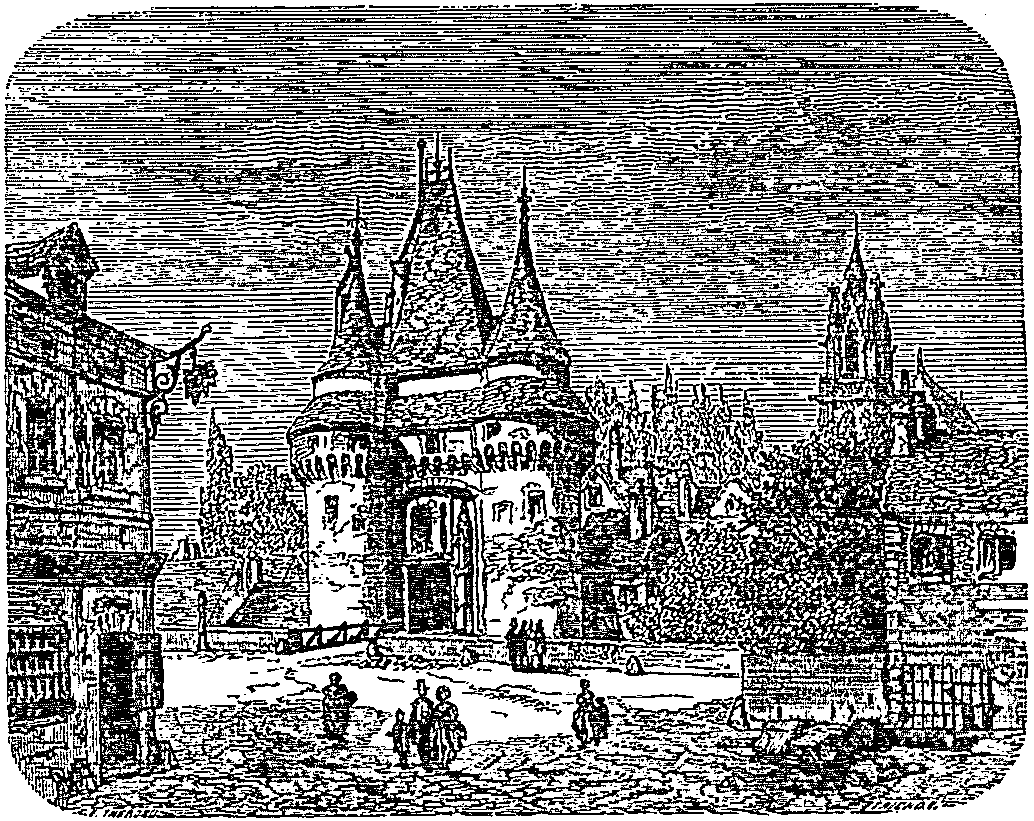
19世纪末的贝尔纳堡城门

根据当地官方旅游网站的介绍，贝尔纳堡所在的于讷河谷地区在距今约16万年前的阿舍利时期就已出现人类活动，当地民间亦有关于佩魯達的神话传说。贝尔纳堡可被证实的城市建设史始于中世纪中期：公元1027年，勒芒主教贝莱姆的阿韦戈在于讷河畔修建了一处小城塞，此后其附近逐渐形成聚落。1168年，法兰西国王路易七世和安茹公爵亨利二世曾在贝尔纳堡举行会晤；1189年，亨利二世在贝尔纳堡会见了路易七世之子腓力二世。英法百年战争时期，贝尔纳堡附近区域被英格兰军队围攻，其城市于1426年被英格兰军队占领。中世纪末，一条连接巴黎和布列塔尼半岛之间的道路由贝尔纳堡经过，当地出现了贸易集市，城市亦有所扩张。法国大革命后，贝尔纳堡成为萨尔特省的一个市镇，并在1790至1795年间为该省的一个地区行署。途径贝尔纳堡的巴黎－布雷斯特铁路于1854年建成通车。1886年，谢雷和圣安托万德罗什福尔（Saint-Antoine-de-Rochefort）两个市镇整体并入贝尔纳堡的市镇范围，其中谢雷于1888年再次独立。第二次世界大战期间，贝尔纳堡出现了三个抵抗运动团体。20世纪末，贝尔纳堡出现了多个农产品加工厂。

## 地理

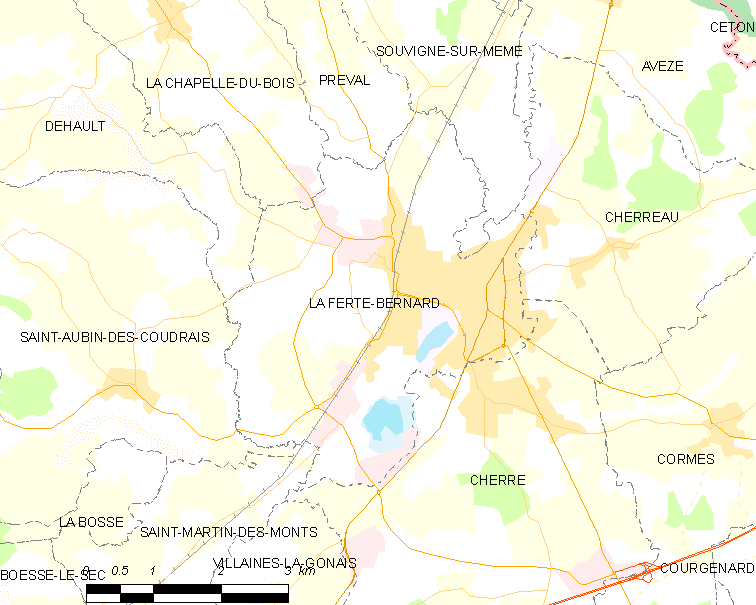
贝尔纳堡市镇范围地图

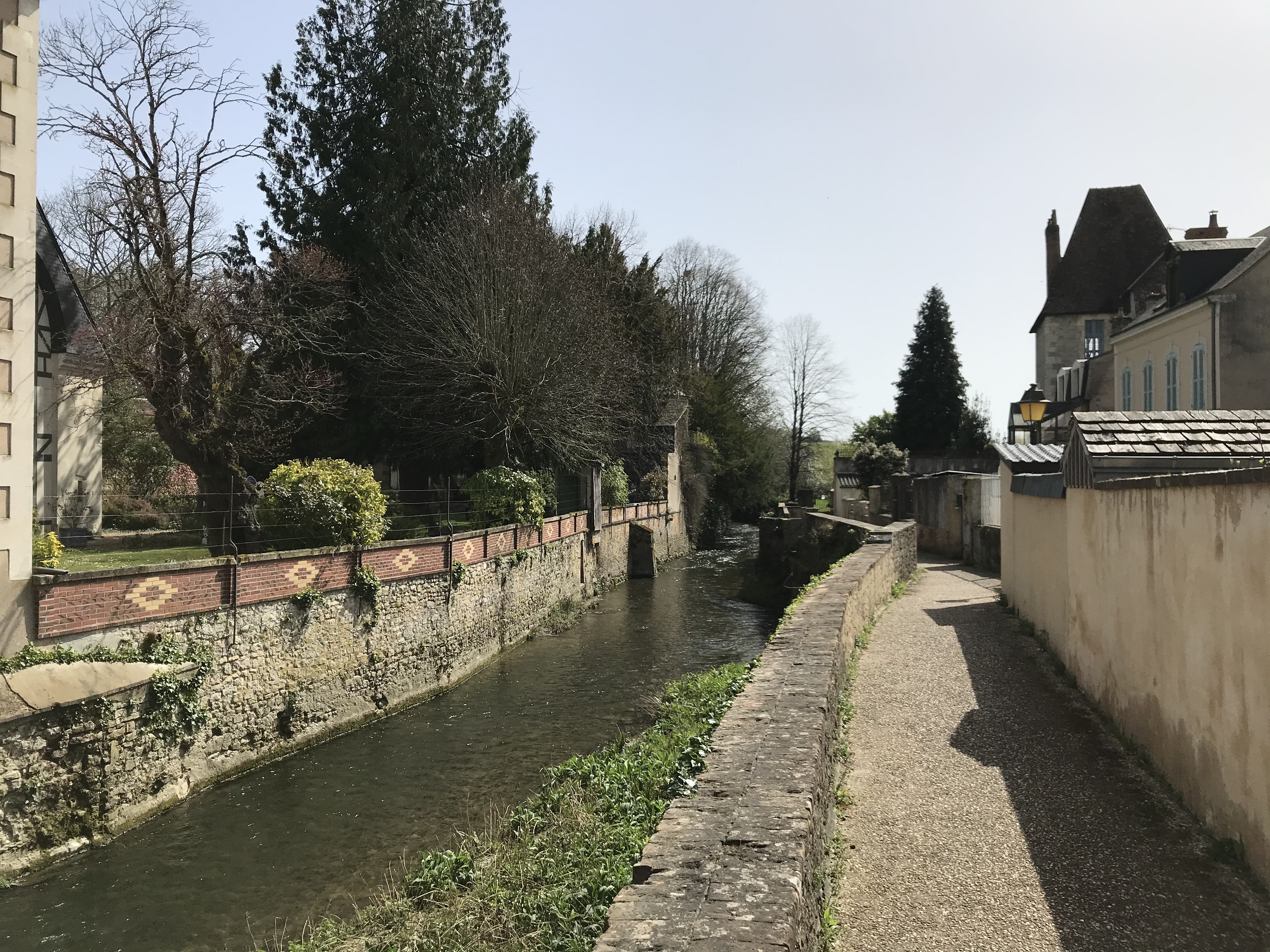
于讷河的一条水道

贝尔纳堡位于法国中北部偏西，卢瓦尔河地区大区东北部和萨尔特省东北部，距离省会勒芒大约46公里。与贝尔纳堡接壤的市镇包括：圣马丹德蒙、圣欧班德库德赖、德欧、拉沙佩勒迪布瓦、梅姆河畔苏维涅、普雷瓦勒、谢雷欧。

### 地形
贝尔纳堡位于佩尔什地区南部腹地，境内以浅丘为主，市镇中心地势较为平坦，全境海拔在79到146米之间。

### 水文
贝尔纳堡位于卢瓦尔河流域，于讷河自北向南流经境内，并在贝尔纳堡市区段被人工开凿成为多条水道，贝尔纳堡因此被称为“西部威尼斯”。市区南部则有一处河流改道后形成的湖泊，其附近被开辟为休闲绿地公园。

### 植被
贝尔纳堡属于温带阔叶混交林区，林地多分布于河流附近，市中心的城墙步行道（promenade du Mail）是当地主要的城市绿地。
在鲜花城市的评比中，贝尔纳堡被评为2星级鲜花城市。

### 气候
贝尔纳堡在柯本气候分类法中属于温带海洋性气候。
距离贝尔纳堡最近的常年气象站位于科尔姆境内，以下为该气象站的数据（其中日照数据取自勒芒气象站）：
| 科尔姆1981年－2019年 | 科尔姆1981年－2019年 | 科尔姆1981年－2019年 | 科尔姆1981年－2019年 | 科尔姆1981年－2019年 | 科尔姆1981年－2019年 | 科尔姆1981年－2019年 | 科尔姆1981年－2019年 | 科尔姆1981年－2019年 | 科尔姆1981年－2019年 | 科尔姆1981年－2019年 | 科尔姆1981年－2019年 | 科尔姆1981年－2019年 | 科尔姆1981年－2019年 |
| 月份                 | 1月                  | 2月                  | 3月                  | 4月                  | 5月                  | 6月                  | 7月                  | 8月                  | 9月                  | 10月                 | 11月                 | 12月                 | 全年                 |
| -------------------- | -------------------- | -------------------- | -------------------- | -------------------- | -------------------- | -------------------- | -------------------- | -------------------- | -------------------- | -------------------- | -------------------- | -------------------- | -------------------- |
| 历史最高温 °C（°F）  | 16.5 (61.7)          | 20.5 (68.9)          | 24.5 (76.1)          | 30 (86)              | 33 (91)              | 37.1 (98.8)          | 38 (100)             | 42 (108)             | 35.5 (95.9)          | 29.5 (85.1)          | 21.8 (71.2)          | 16.5 (61.7)          | 42 (108)             |
| 平均高温 °C（°F）    | 7 (45)               | 8.7 (47.7)           | 12.5 (54.5)          | 15.6 (60.1)          | 19.8 (67.6)          | 23.1 (73.6)          | 25.4 (77.7)          | 25.4 (77.7)          | 21.6 (70.9)          | 16.6 (61.9)          | 10.5 (50.9)          | 7.2 (45.0)           | 16.1 (61.0)          |
| 日均气温 °C（°F）    | 4.1 (39.4)           | 4.8 (40.6)           | 7.4 (45.3)           | 9.7 (49.5)           | 13.8 (56.8)          | 16.7 (62.1)          | 18.7 (65.7)          | 18.6 (65.5)          | 15.5 (59.9)          | 12 (54)              | 7 (45)               | 4.4 (39.9)           | 11.1 (52.0)          |
| 平均低温 °C（°F）    | 1.3 (34.3)           | 0.8 (33.4)           | 2.3 (36.1)           | 3.9 (39.0)           | 7.8 (46.0)           | 10.4 (50.7)          | 12 (54)              | 11.9 (53.4)          | 9.3 (48.7)           | 7.4 (45.3)           | 3.6 (38.5)           | 1.6 (34.9)           | 6 (43)               |
| 历史最低温 °C（°F）  | −20 (−4)             | −15.2 (4.6)          | −12 (10)             | −6.5 (20.3)          | −2 (28)              | −0.5 (31.1)          | 3 (37)               | 1.5 (34.7)           | −0.5 (31.1)          | −6.5 (20.3)          | −10.5 (13.1)         | −12 (10)             | −20 (−4)             |
| 平均降水量 mm（）    | 71 (2.8)             | 59.1 (2.33)          | 59 (2.3)             | 55.4 (2.18)          | 59 (2.3)             | 52.9 (2.08)          | 57.9 (2.28)          | 46.1 (1.81)          | 50.5 (1.99)          | 70.7 (2.78)          | 67.3 (2.65)          | 81.4 (3.20)          | 730.3 (28.75)        |
| 月均日照時數         | 66.2                 | 89.7                 | 134.3                | 170.9                | 199.7                | 224.1                | 227.4                | 224.9                | 181                  | 118.8                | 70.9                 | 63.9                 | 1,771.8              |
| 来源：infoclimat.fr  |                      |                      |                      |                      |                      |                      |                      |                      |                      |                      |                      |                      |                      |

## 行政区划
贝尔纳堡的市镇编号为72132，邮政编号为72400。
在行政管理方面，贝尔纳堡隶属于法国卢瓦尔河地区大区萨尔特省马梅尔斯区；在地方选举方面，贝尔纳堡是贝尔纳堡县的中央投票站，其市镇范围全境被划入萨尔特省第五选区；在社会管理方面，贝尔纳堡是萨尔特于讷河地区市镇公共社区的组成部分。
法国国家统计与经济研究所（简称）在进行数据统计时，将贝尔纳堡及相邻的谢雷-欧设为贝尔纳堡城市核心区，并将包括核心区在内的周边共20个市镇划为贝尔纳堡城市区。自2020年起，贝尔纳堡城市区被包含37个市镇的贝尔纳堡城市辐射区代替。此外，还将贝尔纳堡市镇分为了5个“块区”（IRIS），以便于统计人口分布情况。

## 交通

### 公路
A11高速公路经过贝尔纳堡附近，通过5号出入口连接市区；此外多条萨尔特省省道在贝尔纳堡境内交汇。
| 巴黎 | 160 |

| 沙特尔 | 82 |

| 勒芒 | 53 |

| 勒芒 | 42 |

| 沙特尔 | 80 |

| 圣卡莱 | 34 |

| 阿朗松 | 57 |

| 马梅尔斯 | 31 |

| 诺让勒罗特鲁 | 21 |

| 莫尔塔涅欧佩什 | 42 |

| 贝莱姆 | 25 |

| 库德尔河畔圣日耳曼 | 13 |

2018年，64.5%的贝尔纳堡家庭拥有至少一辆私人汽车。2019年，贝尔纳堡境内共发生各类交通事故3起，造成3人受伤。

### 铁路

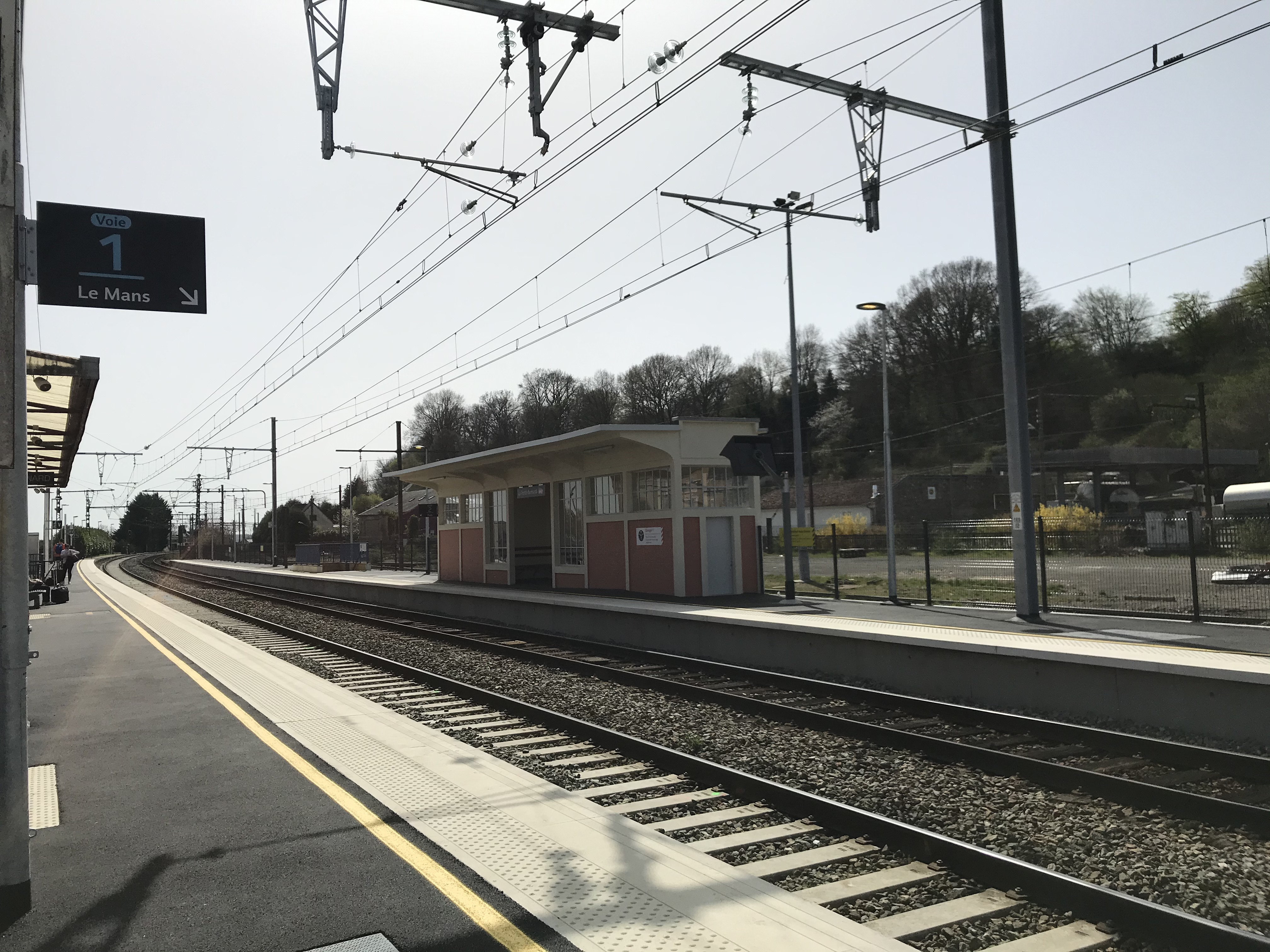
贝尔纳堡火车站的站台

贝尔纳堡位于巴黎－布雷斯特铁路上。贝尔纳堡站位于市区西部，停靠往返于巴黎和勒芒一线的区域列车。

### 航空
距离贝尔纳堡最近的民用航空站为图尔机场，距离贝尔纳堡市中心的公路里程约98公里。

### 城市公共交通
贝尔纳堡城市公共交通（商业名称为）是当地的城市公共交通系统。截至2022年2月，该系统共包括两条公交线路，每周三下午运行，路网覆盖了贝尔纳堡市区内的主要街道和居民区。

## 政治

### 市政内阁

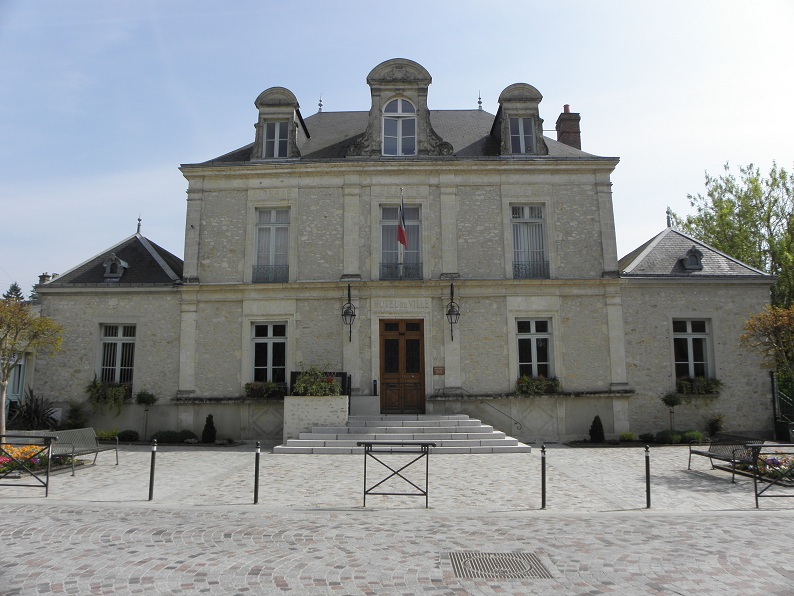
贝尔纳堡市政厅

贝尔纳堡的现任市长为迪迪埃·勒沃先生（Didier REVEAU），他是民主人士和独立人士联盟的一名成员，在2020年的市政选举中获得了100%的支持率（无其他候选人）。
| 贝尔纳堡历届市长 | 贝尔纳堡历届市长                     | 贝尔纳堡历届市长          |
| 任期             | 市长                                 | 党派                      |
| ---------------- | ------------------------------------ | ------------------------- |
| 1944年－1947年   | Gustave BOURLIER 古斯塔夫·布利耶     | 不详                      |
| 1947年－1953年   | Jean BÉALET 让·贝亚莱                | 不详                      |
| 1953年－1963年   | Pierre BRÛLÉ 皮埃尔·布吕莱           | 不详                      |
| 1963年－1975年   | Paul CHAPRON 保罗·沙普龙             | 不详                      |
| 1975年－2008年   | Pierre COUTABLE 皮埃尔·库塔布勒      | DVD右翼无党派人士         |
| 2008年－2017年   | Jean-Carles GRELIER 让-卡勒·格勒利耶 | UMP人民运动联盟 →LR共和黨 |
| 2017年－         | Didier REVEAU 迪迪埃·勒沃            | UDI民主人士和独立人士联盟 |

### 各级选举
| 贝尔纳堡历届投票选举结果 | 贝尔纳堡历届投票选举结果 | 贝尔纳堡历届投票选举结果 | 贝尔纳堡历届投票选举结果 | 贝尔纳堡历届投票选举结果          | 贝尔纳堡历届投票选举结果 | 贝尔纳堡历届投票选举结果 | 贝尔纳堡历届投票选举结果          | 贝尔纳堡历届投票选举结果 | 贝尔纳堡历届投票选举结果 |
| 选举项目                 | 选举范围                 | 选区单位                 | 选举结果                 | 选举结果                          | 选举结果                 | 选举结果                 | 选举结果                          | 选举结果                 | 参考资料                 |
| 选举项目                 | 选举范围                 | 选区单位                 | 第一轮胜出者             | 第一轮胜出者                      | 支持率                   | 第二轮胜出者             | 第二轮胜出者                      | 支持率                   | 参考资料                 |
| ------------------------ | ------------------------ | ------------------------ | ------------------------ | --------------------------------- | ------------------------ | ------------------------ | --------------------------------- | ------------------------ | ------------------------ |
| 2017年法國總統選舉       | 法國                     | 市镇                     |                          | 弗朗索瓦·菲永                     | 31.18%                   |                          | 埃马纽埃尔·马克龙                 | 67.38%                   | [ 28 ]                   |
| 2017年法国立法选举       | 萨尔特省第五选区         | 市镇                     |                          | 让-卡勒·格勒利耶                  | 46.49%                   |                          | 让-卡勒·格勒利耶                  | 64.26%                   | [ 28 ]                   |
| 2019年欧洲议会选举       | 法國                     | 市镇                     |                          | 行使权力党                        | 25.96%                   | （不适用）               | （不适用）                        | （不适用）               | [ 28 ]                   |
| 2021年法国省级选举       | 萨尔特省                 | 县                       |                          | 让-卡勒·格勒利耶 玛丽-泰蕾兹·勒鲁 | 55.68%                   |                          | 让-卡勒·格勒利耶 玛丽-泰蕾兹·勒鲁 | 77.68%                   | [ 29 ]                   |
| 2021年法国省级选举       | 萨尔特省                 | 市镇                     |                          | 让-卡勒·格勒利耶 玛丽-泰蕾兹·勒鲁 | 60.96%                   |                          | 让-卡勒·格勒利耶 玛丽-泰蕾兹·勒鲁 | 84.03%                   | [ 29 ]                   |
| 2021年法国大区选举       |                          | 市镇                     |                          | 克丽丝泰勒·莫朗赛                 | 48.75%                   |                          | 克丽丝泰勒·莫朗赛                 | 58.39%                   | [ 30 ]                   |
| 2022年法国总统选举       | 法國                     | 市镇                     |                          | 埃马纽埃尔·马克龙                 | 33.75%                   |                          | 埃马纽埃尔·马克龙                 | 62.03%                   | [ 28 ]                   |
| 2022年法国立法选举       | 萨尔特省第五选区         | 市镇                     |                          | 让-卡勒·格勒利耶                  | 49.1%                    |                          | 让-卡勒·格勒利耶                  | 67.42%                   | [ 28 ]                   |

## 人口
2018年，贝尔纳堡市镇人口数量为8,852，在法国排名第1,159位。其中男性4,114人，女性4,738人，75岁及以上人口占14.0%，外籍人口数量为1,950人，人口密度为592人/平方公里，当地居民被称为（男性）或（女性）。2019年，贝尔纳堡境内出生68人，死亡人口148人。
| 贝尔纳堡1901年－2019年人口变化情况 |
|                                    |
| 数据来源：Cassini、INSEE           |

## 经济
贝尔纳堡是一个区域性的中心城市。截止2022年2月，贝尔纳堡市镇范围内共有各类用人单位（包含自雇）1,091家，平均历史为17年，其中96.15%为中小型企业（PME）。（总部）、（称量器械生产）及（汽车配件生产）是当地2020年营业额最高的三个企业，分别为124,907,776欧元、67,075,898欧元和37,087,968欧元。

## 财政与居民收入
2020年，贝尔纳堡的财政收入总额为12,432,400欧元，财政支出总额为10,706,400欧元，当年的债务总额为11,018,700欧元。2021年，贝尔纳堡共获得1,171,568欧元的国家财政补助，比上一年减少了0.33%。
2019年，贝尔纳堡的人均月收入总额为2,083欧元，其中高级职员为4,023欧元，低于法国平均水平（4,230欧元）；中级职员为2,296欧元，低于法国平均水平（2,411欧元）；普通职员为1,660欧元，亦低于法国平均水平（1,740欧元）。
2018年，贝尔纳堡境内的青壮年（15至64岁）失业率为16.4%，当地47.5%的家庭拥有纳税资格，平均纳税3,131欧元，低于法国平均水平（3,910欧元）。

## 社会事务

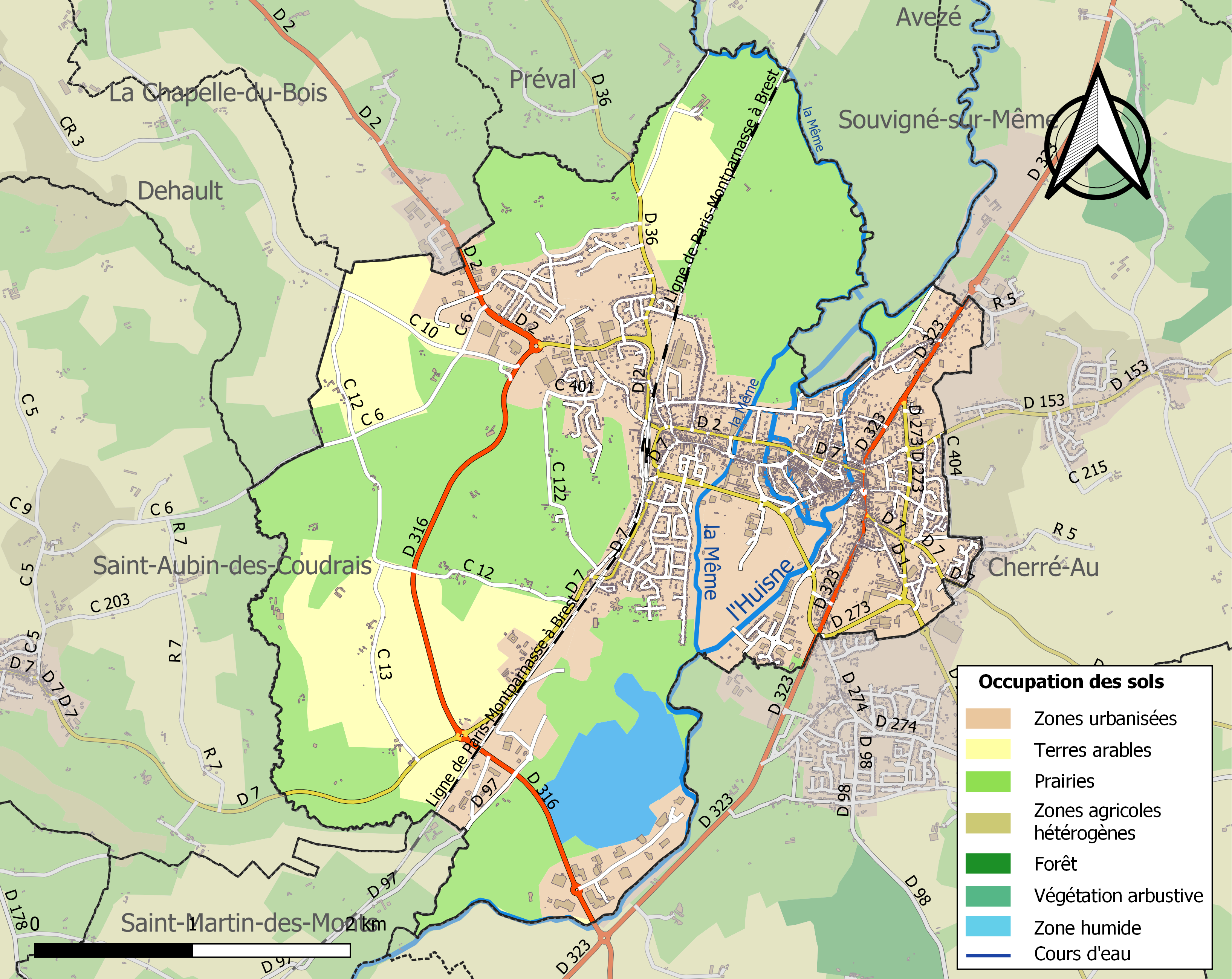
贝尔纳堡土地利用情况地图

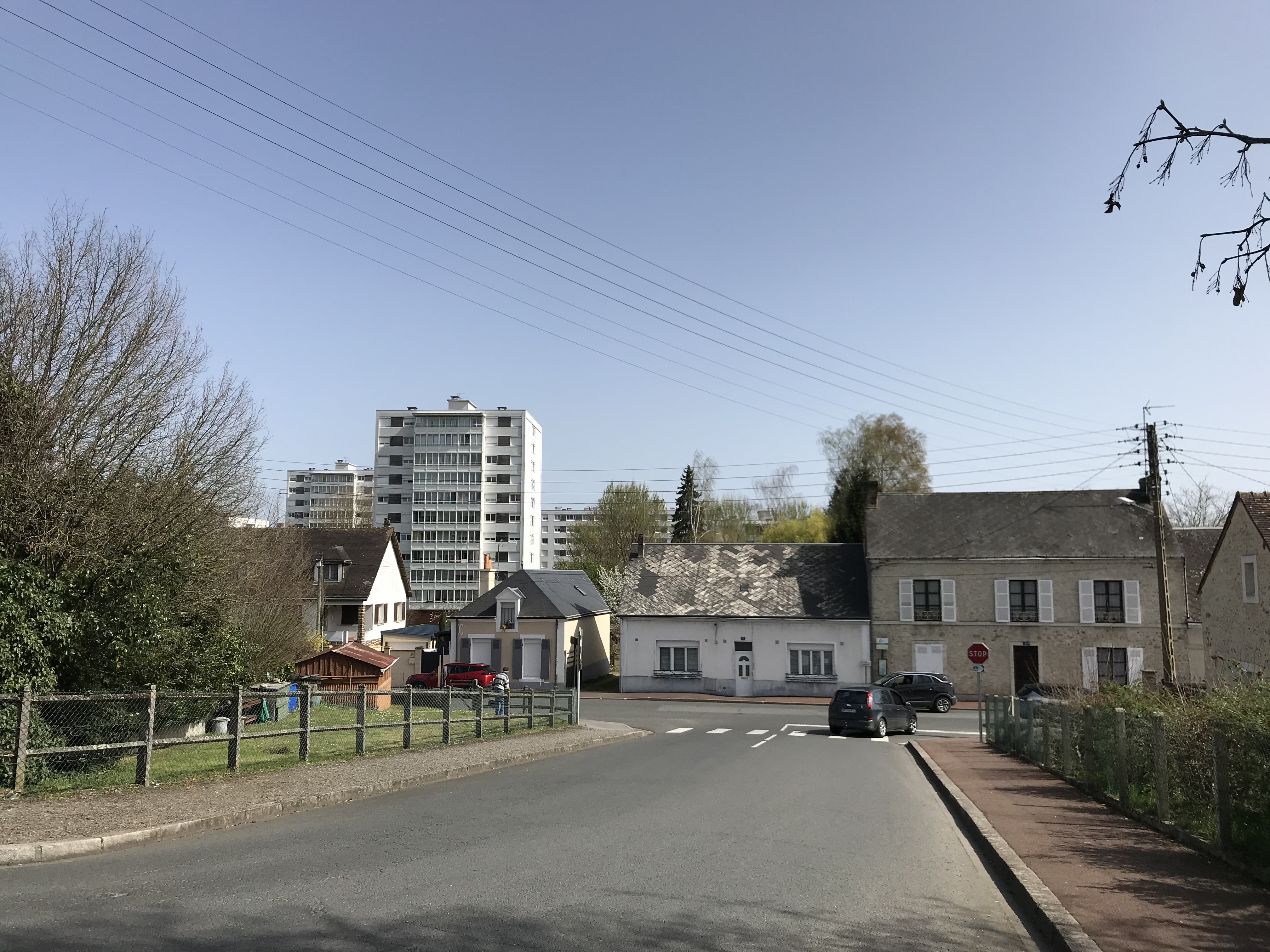
贝尔纳堡西部街区

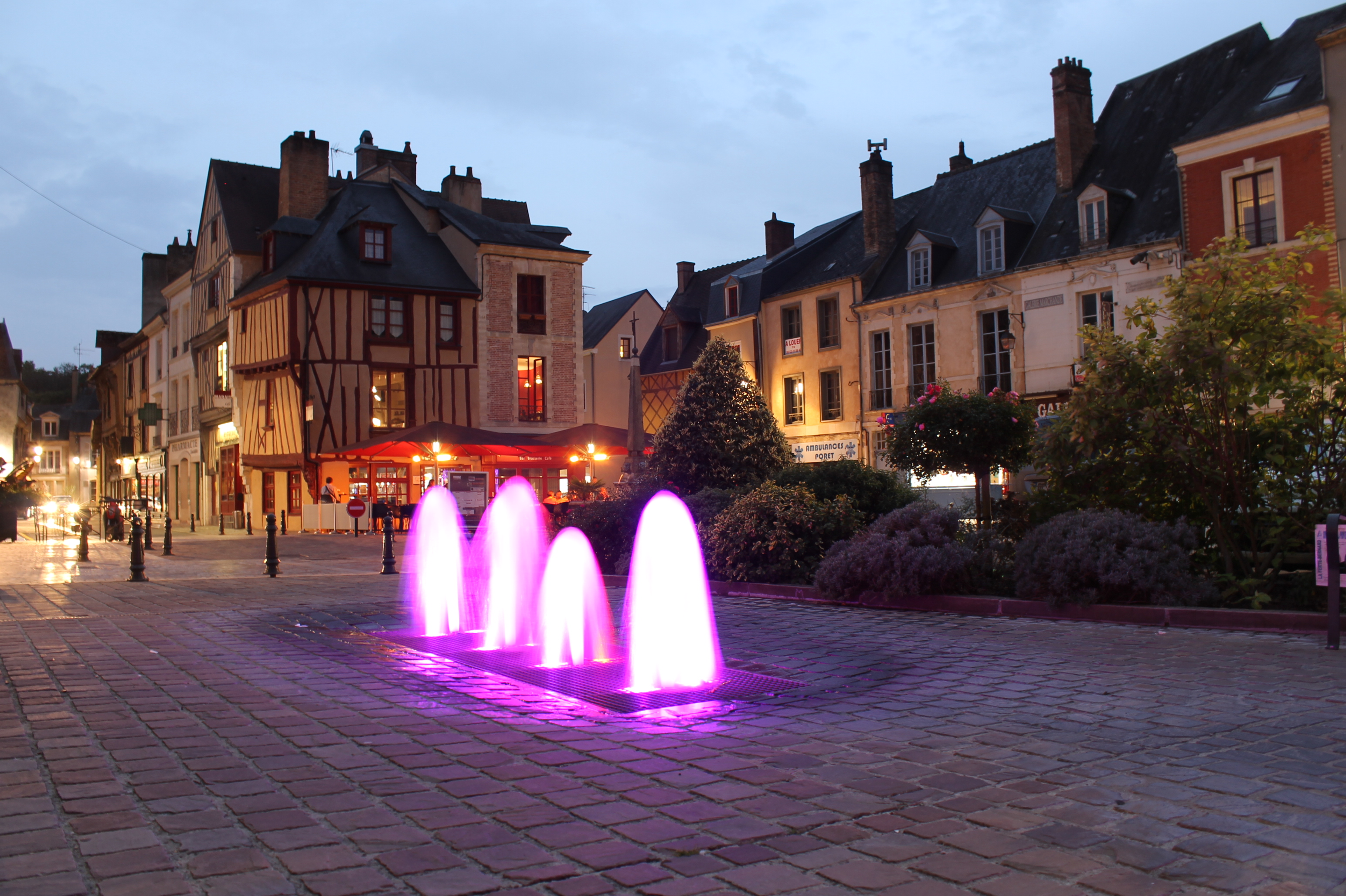
贝尔纳堡镇中心的灯光喷泉

### 教育
贝尔纳堡属于南特学区。截止2020年1月1日，贝尔纳堡境内共有4所幼儿园、4所小学、2所初级中学、2所普通高中和2所农业高中。2018至2019学年度，贝尔纳堡境内共有在校中等教育阶段学生2,331名。

### 医疗
截止2020年1月1日，贝尔纳堡境内共有全科医生6名、保健师5名、牙医8名、护士7名、耳科医生2名、眼科医生3名和助产士4名。境内共有药房5家、养老院4家、残疾人帮扶中心5家。
贝尔纳堡中心医院（Centre Hospitalier de La Ferté-Bernard）是法国的一个区域性医疗机构，其主病区位于贝尔纳堡市区，设有床位90个，是当地规模最大的公立综合性医院。

### 住房
2018年，贝尔纳堡境内共有各类住房5,256套，其中53.7%为独立式居民区，44.1%为集中式居民区。常住房屋占贝尔纳堡市镇范围内居民建筑总量的84.1%。
在住房保障政策方面，2020年，贝尔纳堡境内共有1,088户家庭获得了住房经济补助，受益人数占总人口数量的12.3%，其中1,047份为房租补助。

### 商业
2019年，贝尔纳堡境内共有各类实体商铺215家，其中餐厅27家、大型超市5家、杂货店3家、面包房11家、肉铺2家、书店1家、装饰品店2家、银行门店9家、美容美发店19家、汽车维修店9家。市区内建有E.Leclerc、Coccinelle等购物超市。

### 体育
2020年，贝尔纳堡境内共有2家游泳池、3间体育馆、1座综合体育场、6处网球场、1处马术场、1处足球或橄榄球场以及3处篮球或排球场。
截至2022年2月，贝尔纳堡单车俱乐部（Velo Sport Fertois，编号500351）是当地唯一的注册足球俱乐部，其主队2021至2022赛季参加卢瓦尔河地区大区足球联赛甲组（法国第六级别）。该俱乐部下属的同名橄榄球队则在2021至2022赛季参加卢瓦尔河地区大区橄榄球联赛。

### 环境
贝尔纳堡的环境事务由其所属的萨尔特于讷河地区市镇公共社区负责。2019年，贝尔纳堡境内暂无污染企业。

### 治安
2019年，贝尔纳堡市镇范围内共有1处宪兵队。
贝尔纳堡所在地是马梅尔斯国家宪兵队的管辖范围。2020年，该宪兵队辖区内共116个市镇累计发生各类案件2,182起，其中盗窃类案件980起，经济类案件386起，毒品交易类案件61起。

## 文化
2020年，贝尔纳堡境内有1家电影院。贝尔纳堡市政府开辟有让·多尔梅松综合多媒体中心（médiathèque-ludothèque Jean d’Ormesson），每周二至六向公众开放。

### 建筑
贝尔纳堡境内有多处历史建筑，其中池沼圣母教堂、贝尔纳堡城堡（Château de la Ferté-Bernard）、库尔坦德托尔赛宫等为法国国家文物保护单位。

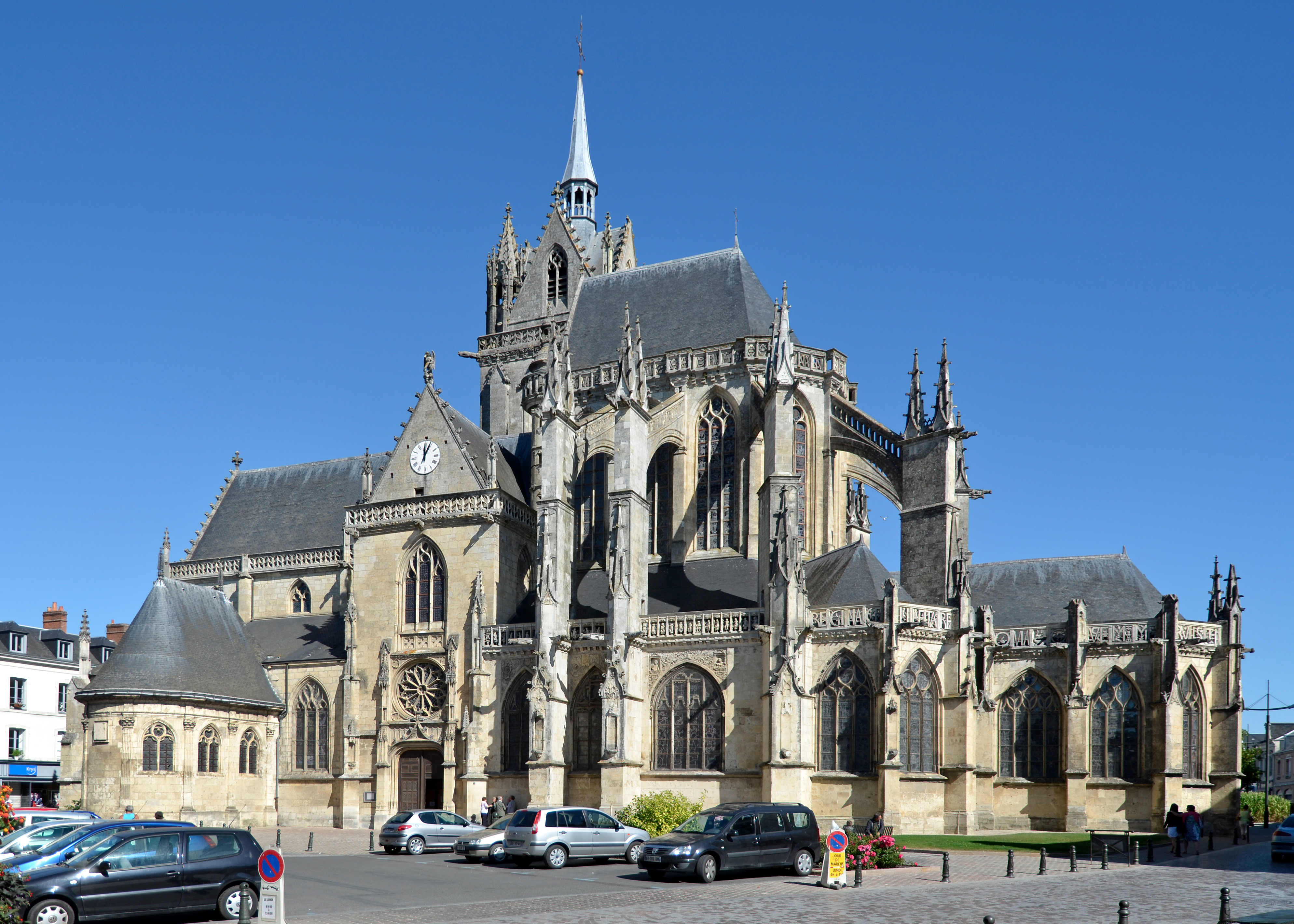
池沼圣母教堂（法语：Église Notre-Dame-des-Marais de La Ferté-Bernard）
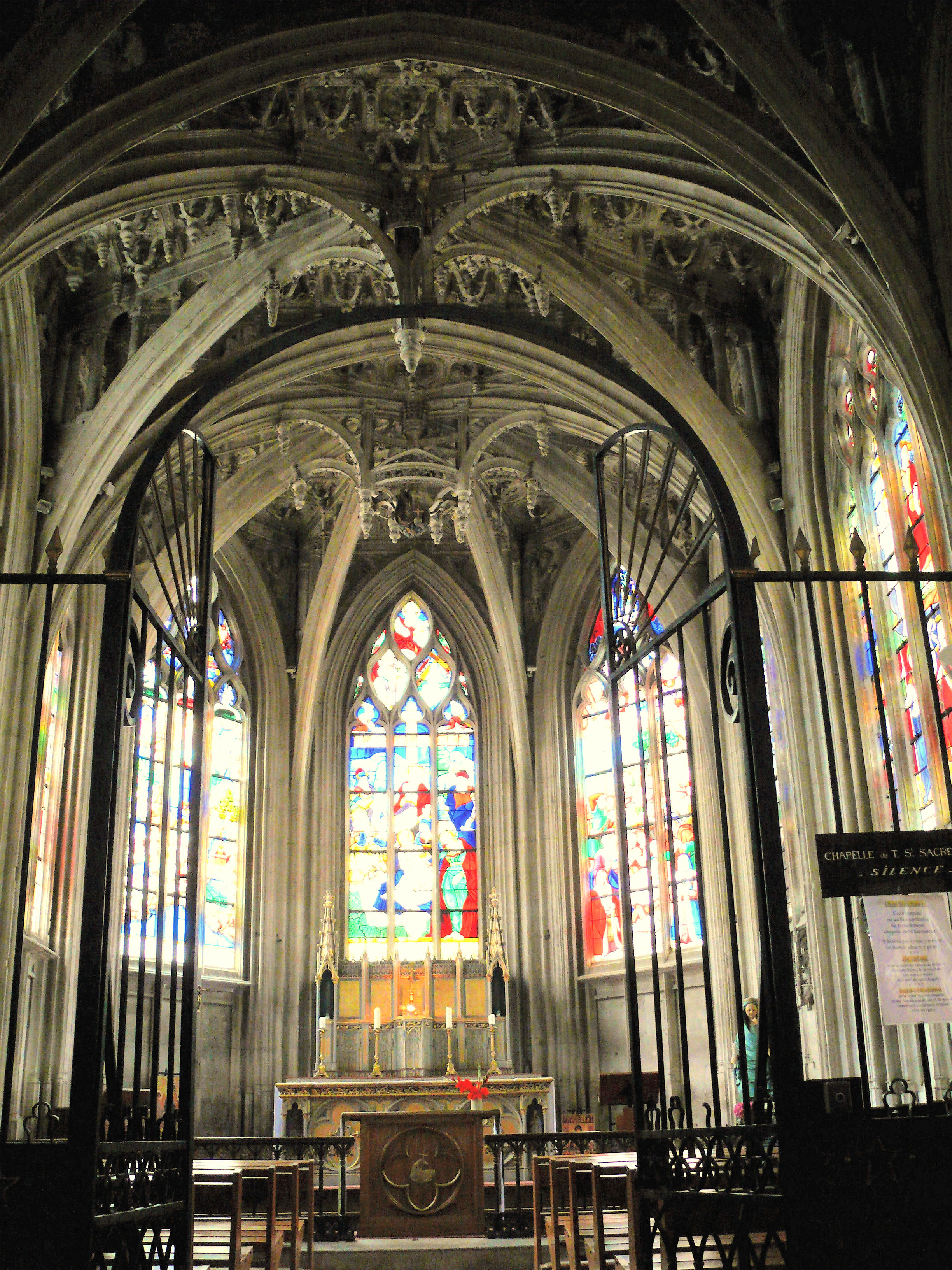
教堂大厅
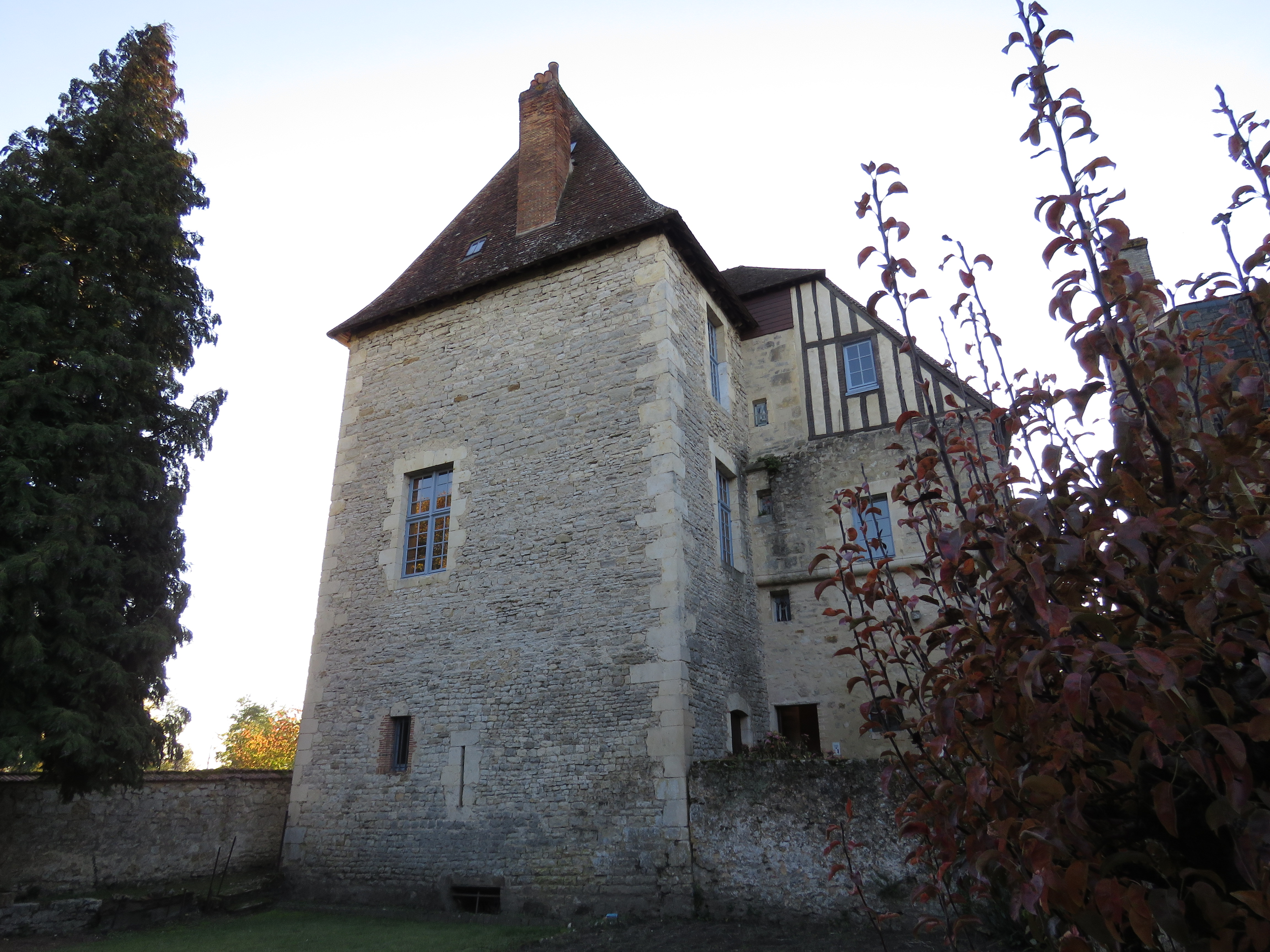
城堡
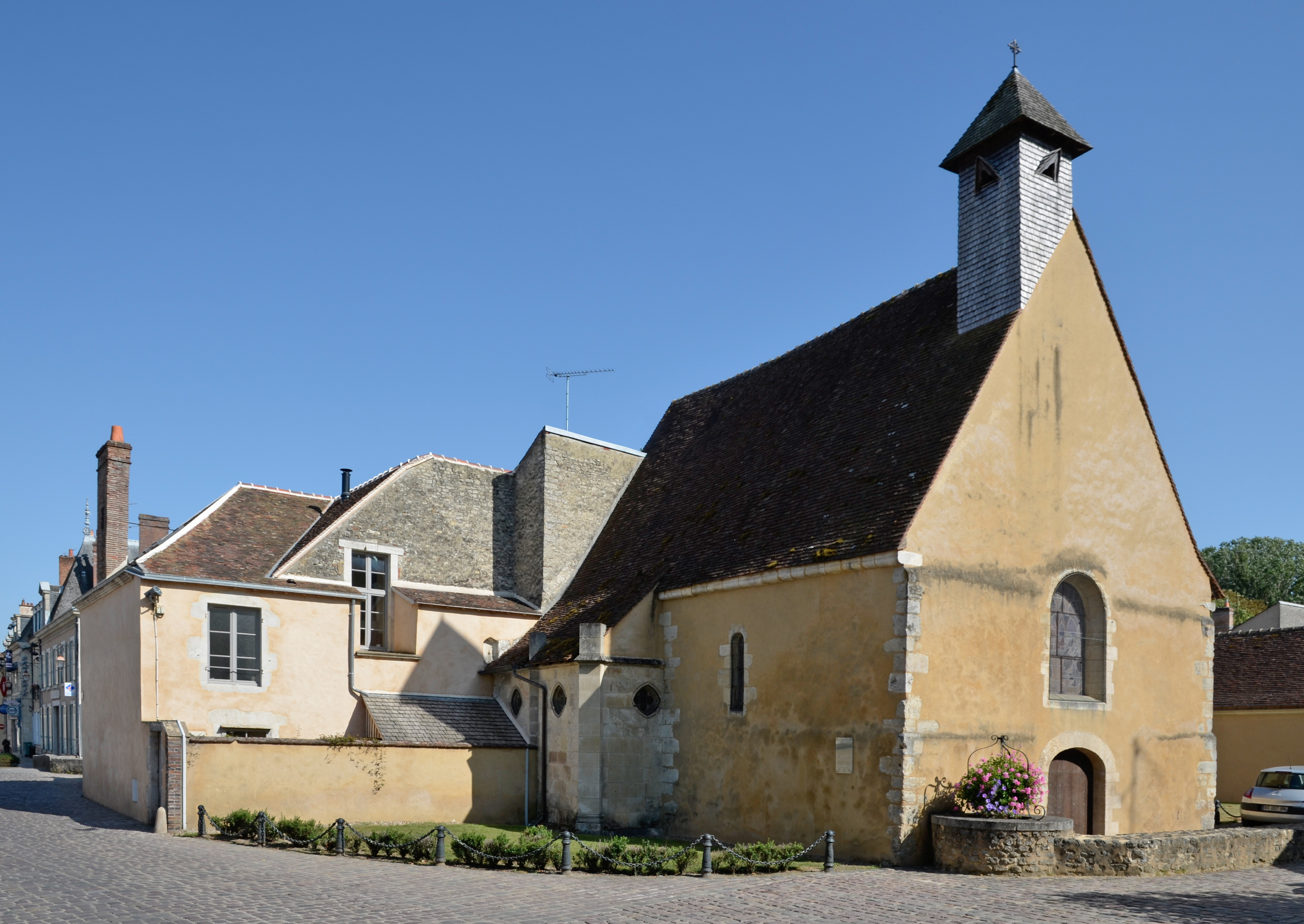
圣利法尔小教堂
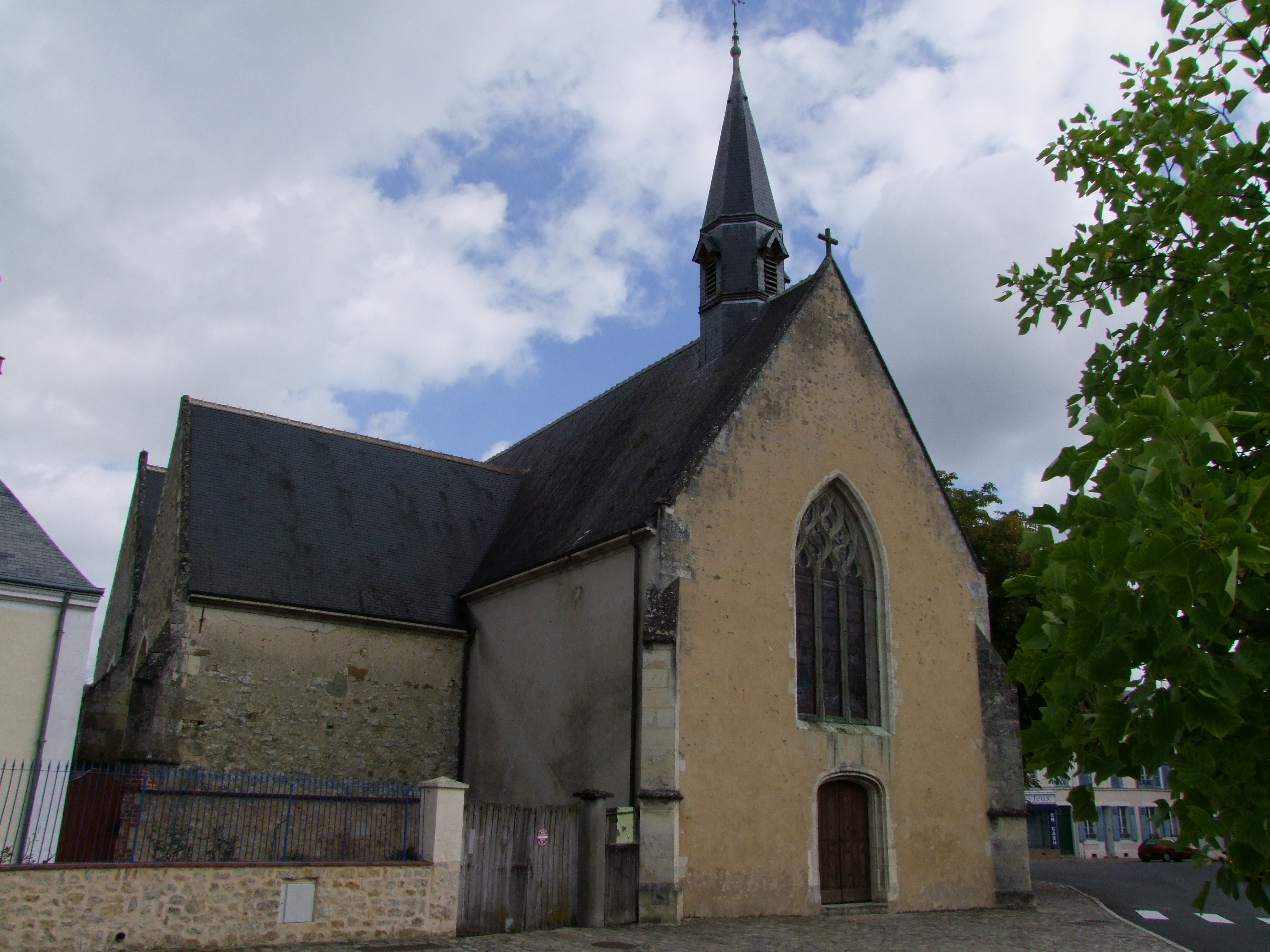
圣安托万德罗什福尔教堂（法语：Église Saint-Antoine-de-Rochefort de La Ferté-Bernard）
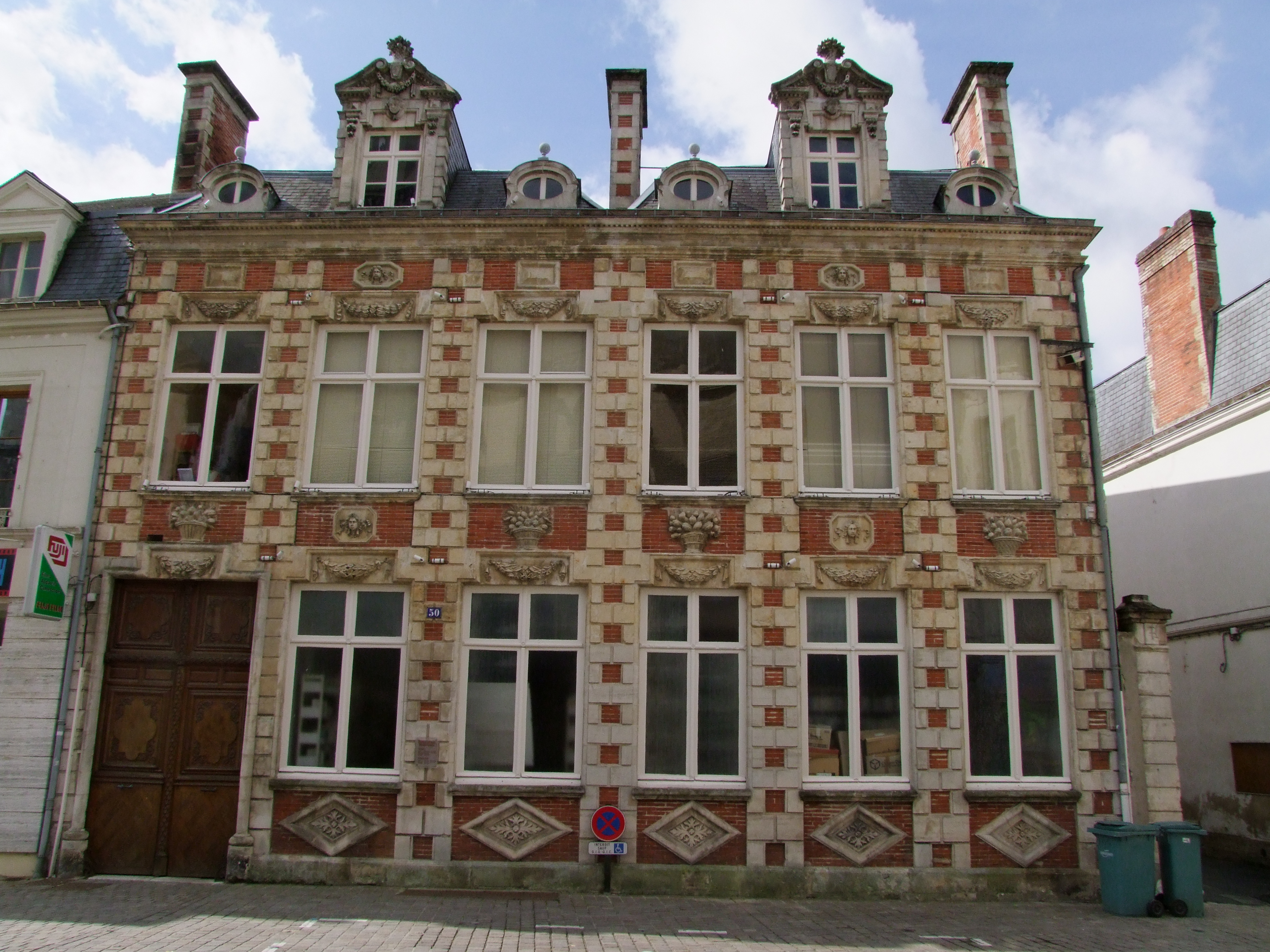
库尔坦德托尔赛宫（法语：Hôtel Courtin de Torsay）
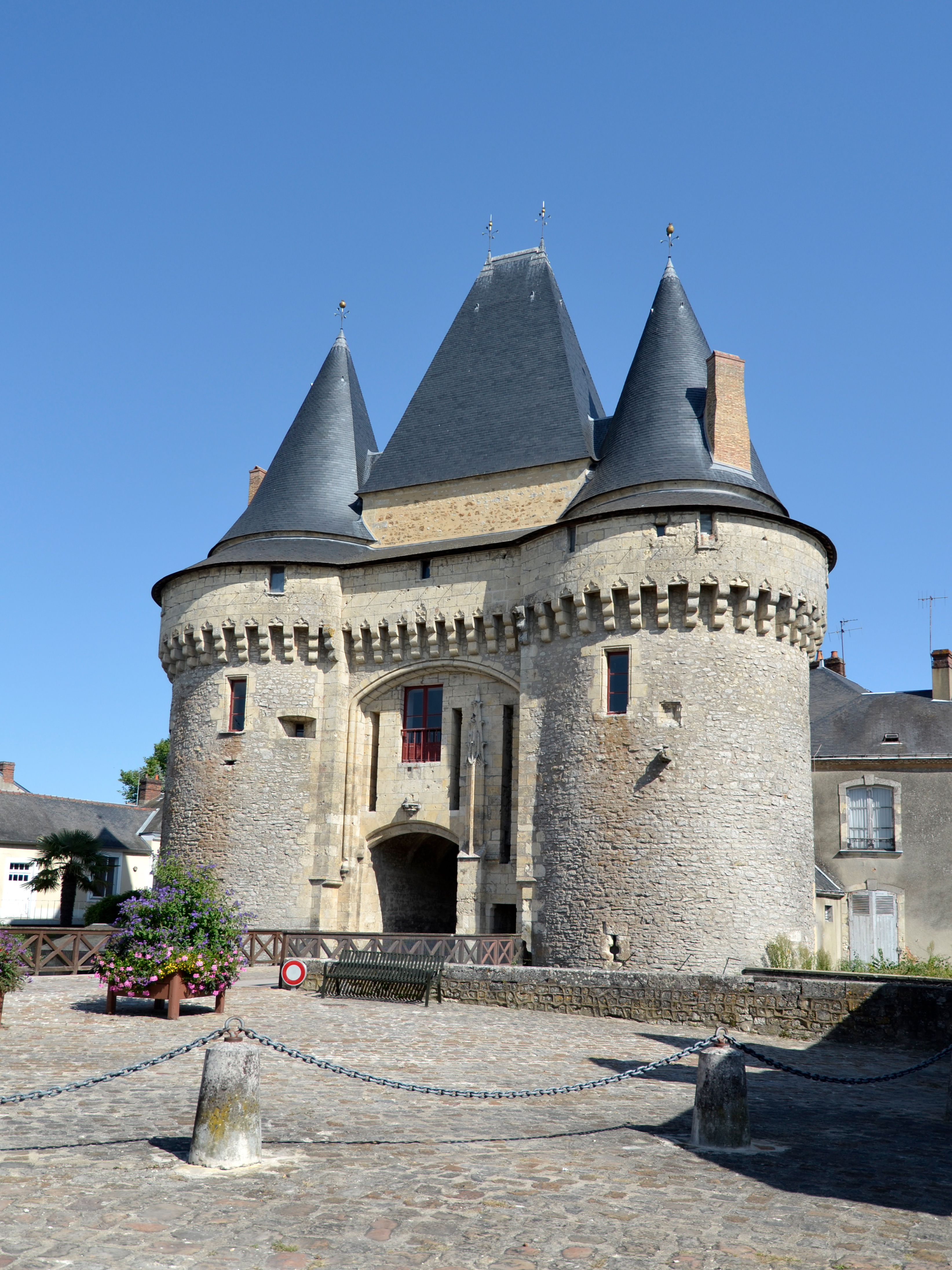
圣朱利安城门（法语：Porte Saint-Julien (La Ferté-Bernard)）

### 旅游
贝尔纳堡的旅游事务由其所属的萨尔特于讷河地区市镇公共社区负责。2021年，贝尔纳堡境内共有3家酒店共计98间房间。

### 媒体
法国主要的媒体均可在贝尔纳堡接收，法国电视三台下属的卢瓦尔河地区大区频道在部分时段播出贝尔纳堡所属区域的地方新闻。

## 相关人物
法国作家罗贝尔·加尼耶和自行车手尼古拉·埃代出生于贝尔纳堡。

## 友好城市
截至2022年2月，贝尔纳堡共与两座城市互为友好城市关系：
- 德国 内卡河畔劳芬
- 英格兰 劳斯